# Cesar Chavez (Texas)
Cesar Chavez è un census-designated place degli Stati Uniti d'America situato nella contea di Hidalgo dello Stato del Texas.
La popolazione era di 1.929 persone al censimento del 2010. Fa parte dell'area metropolitana di McAllen–Edinburg–Mission e Reynosa–McAllen.

## Geografia fisica
Cesar Chavez è situata a 26.302748°N 98.109332°W (26.302748, -98.109332).
Secondo lo United States Census Bureau, ha un'area totale di 3,2 miglia quadrate (8,3 km²).

## Società

### Evoluzione demografica
Secondo il censimento del 2000, c'erano 1.469 persone, 445 nuclei familiari e 372 famiglie residenti nella città. La densità di popolazione era di 457,6 persone per miglio quadrato (176,7/km²). C'erano 793 unità abitative a una densità media di 247,0 per miglio quadrato (95,4/km²). La composizione etnica della città era formata dal 77,67% di bianchi, lo 0,07% di nativi americani, il 20,15% di altre razze, e il 2,11% di due o più etnie. Ispanici o latinos di qualunque razza erano l'81,55% della popolazione.
C'erano 445 nuclei familiari di cui il 41,3% aveva figli di età inferiore ai 18 anni, il 66,5% aveva coppie sposate conviventi, il 12,8% aveva un capofamiglia femmina senza marito, e il 16,4% erano non-famiglie. Il 14,4% di tutti i nuclei familiari erano individuali e il 9,9% aveva componenti con un'età di 65 anni o più che vivevano da soli. Il numero di componenti medio di un nucleo familiare era di 3,30 e quello di una famiglia era di about 3.654.
La popolazione era composta dal 33,2% di persone sotto i 18 anni, il 9,1% di persone dai 18 ai 24 anni, il 23,6% di persone dai 25 ai 44 anni, il 16,3% di persone dai 45 ai 64 anni, e il 17,9% di persone di 65 anni o più. L'età media era di 32 anni. Per ogni 100 femmine c'erano 91,8 maschi. Per ogni 100 femmine dai 18 anni in giù, c'erano 87,8 maschi.
Il reddito medio di un nucleo familiare era di 20.491 dollari e quello di una famiglia era di 23.088 dollari. I maschi avevano un reddito medio di 19.063 dollari contro i 25.789 dollari delle femmine. Il reddito pro capite era di 9.432 dollari. Circa il 26,9% delle famiglie e il 31,5% della popolazione erano sotto la soglia di povertà, incluso il 56,8% di persone sotto i 18 anni e il 10,2% di persone di 65 anni o più.